# Zdzisław Adamczyk (mineralog)
Zdzisław Adamczyk (ur. 1 stycznia 1961 w Górze) – polski mineralog i petrograf, profesor nadzwyczajny Politechniki Śląskiej.

## Życiorys
W 1986 ukończył studia na Wydziale Biologii i Nauk o Ziemi Uniwersytetu Jagiellońskiego, w zakresie specjalności mineralogia, petrografia i geochemia. Od 1988 związał się zawodowo z Wydziałem Górnictwa i Geologii Politechniki Śląskiej, gdzie w 1995 obronił przygotowaną pod kierunkiem prof. dr hab. Lidii Chodynieckiej pracę doktorską pt. Przydatność korelacyjna i surowcowa przerostów ilastych z pokładów węgla grupy warstw brzeżnych Rybnickiego Okręgu Węglowego. W 2008 na podstawie rozprawy Ewolucja wulkanizmu kenozoicznego Przedgórza Rębiszowskiego (Dolny Śląsk) oraz jej wpływ na charakter petrograficzny i jakość surowca bazaltowego habilitował się. Jest profesorem nadzwyczajnym Politechniki Śląskiej, członkiem oddziału śląskiego Polskiego Towarzystwa Mineralogicznego, w kadencji 2012-2016 pełnił funkcję Prodziekana ds. Organizacji i Współpracy z Zagranicą.
Zdzisław Adamczyk jest autorem i współautorem dwóch patentów oraz ponad 100 publikacji, w tym czterech książek i podręczników akademickich.

## Nagrody i odznaczenia
- Brązowy Krzyż Zasługi,
- Odznaka honorowa „Zasłużony dla polskiej geologii”,
- Odznaka honorowa „Zasłużony dla Górnictwa RP”.